# Karla Šitić
Karla Šitić (Split, 6. svibnja 1992.) je hrvatska plivačica daljinskog plivanja. Aktualna je državna rekorderka na 1500m, 5km, 10km, 16km, 25km. Prva hrvatska plivačka maratonka koja je izborila nastup na Olimpijskim igrama. Bilo je to za OI u Londonu 2012.
Trenutačno (2021.) je najbolja hrvatska daljinska plivačica.
Kćer je hrvatskog plivačkog maratonca Slavena Šitića, hrvatskog plivačkog reprezentativca .